# Przegibek (przełęcz w Beskidzie Żywieckim)

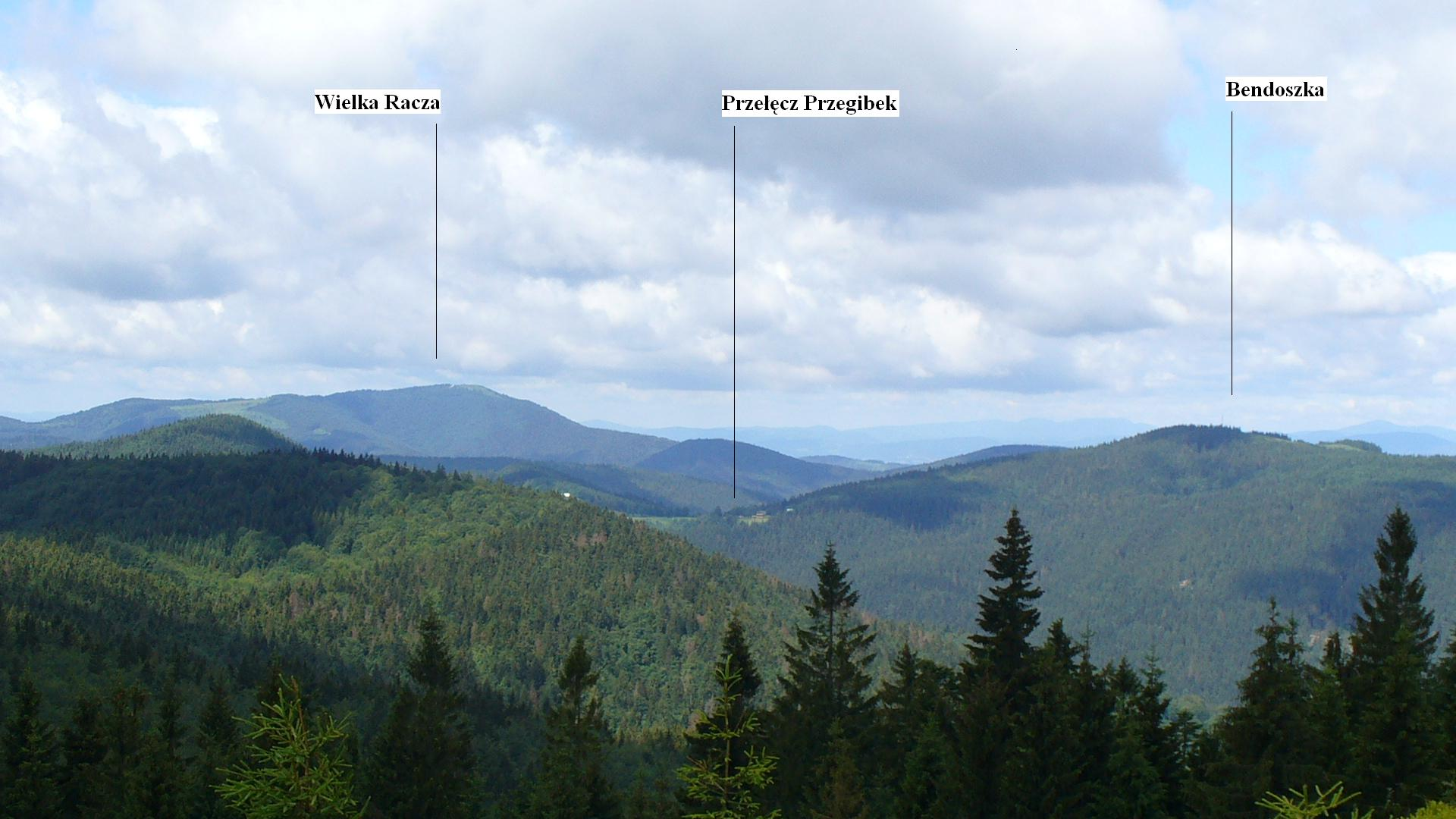
Położenie przełęczy w Grupie Wielkiej Raczy

Przegibek (992 m) – przełęcz w Grupie Wielkiej Raczy w Beskidzie Żywiecko-Kisuckim. Znajduje się pomiędzy położonym w głównym grzbiecie szczytem Przegibka a Będoszką Małą znajdującą się w bocznym, odbiegającym od niego na północ grzbiecie. Przełęcz znajduje się w odległości około 480 m na północ od granicy polsko-słowackiej w miejscowości Rycerka Górna w województwie śląskim, w powiecie żywieckim, w gminie Rajcza. Na przełęczy i jej zachodnich stokach znajduje się osiedle Przegibek należące do tej wsi (liczba mieszkańców to około 30 osób) składające się z kilku zabudowań. Osiedle to należy do najwyżej położonych w Beskidzie Żywieckim.
Na Przegibku znajdują się niemieckie umocnienia z okresu II wojny światowej. To tam na wycofujących się pod naporem wojsk radzieckich Niemców uderzyła partyzantka radziecka – tzw. Grupa Kalinowskiego w sile 50 ludzi. W wyniku ataku Niemcy zostali zmuszeni do wycofania się w rejon wzniesienia Praszywka Duża.
Na przełęczy znajduje się schronisko PTTK na Przegibku. Przy stoku narciarskim znajduje się także krzyż, poświęcony zmarłym druhom, postawiony zimą 2009 roku przez harcerzy 1 Koszalińskiej Drużyny Harcerzy „Zielona”.
W rejonie przełęczy rośnie m.in. rzadki w Polsce i chroniony prawnie dzwonek piłkowany.
Szlaki piesze na Przegibek
 z Kolonii – 1:15 h, ↓ 1 h.
 z Mładej Hory – 1:30 h, ↓ 1 h.
 ze Soli PKP przez Bendoszkę Wielką – 3 h, ↓ 2:25 h
 z Rycerzowej – 1:15 h, ↑ 2 h
 z Rycerzowej przez Wielką Rycerzową – 1:15 h, ↓ 1 h
 z Wielkiej Raczy (pasmem granicznym) – 2:35 h, ↑ 3 h